# Verski pogledi Adolfa Hitlerja
Verska prepričanja Adolfa Hitlerja, nemškega diktatorja od leta 1933 do 1945, so bila predmet razprave. Njegovo mnenje o verskih zadevah se je sčasoma precej spreminjalo. Na začetku svoje politične kariere je Hitler javno izražal naklonjeno mnenje o krščanstvu. Nekateri zgodovinarji njegovo poznejšo držo opisujejo kot "protikrščansko". Hitler je tudi kritiziral ateizem.        
Hitler se je rodil katoliški materi, Klari Hitler, in je bil krščen v Rimskokatoliški cerkvi; njegov oče je bil svobodomislec in skeptik do katoliške cerkve. Leta 1904 je bil poslan v rimskokatoliško katedralo v Linzu v Avstriji, kjer je živela družina. Po besedah Johna Willarda Tolanda priče trdijo, da je moral Hitlerjev pokrovitelj birme "vleči besede iz njega … skoraj tako, kot da bi mu bila celotna birma odvratna". Hitlerjev biograf John Toland meni, da je Hitler nosil v sebi svoj nauk, da so bili Judje morilci Boga. "Iztrebljanje je bilo torej mogoče izvesti brez kančka vesti, saj je deloval le kot maščevalna Božja roka" je dejal Toland. Rissmann ugotavlja, da po navedbah več prič, ki so živele s Hitlerjem v domu na Dunaju, ni nikoli več obiskoval maše ali prejemal zakramentov, potem ko je zapustil dom pri 18 letih. Krieger trdi, da je Hitler zapustil katoliško cerkev, medtem ko je Hitlerjev zadnji tajnik trdil, da Hitler ni bil član nobene religije. Otto Strasser je o diktatorju kritično izjavil: "Hitler je ateist." zaradi njegove vznemirljive simpatije do "Rosenbergovega poganstva". Hitler je leta 1941 zasebno zagotovil generalu Gerhardu Engelu, da "je sedaj kot prej katoličan in da bo to zavedno ostal."
V govoru v zgodnjih letih svoje vladavine je Hitler izjavil, da "ni katolik, ampak nemški kristjan". Nemški kristjani so bili takrat protestantska skupina v Nemčiji, ki je podpirala nacistično ideologijo. Hitler in nacistična stranka sta prav tako spodbujala "nekonfesionalno" pozitivno krščanstvo, gibanje, ki je zavračalo večino tradicionalnih krščanskih doktrin, kot je Jezusova božanskost, pa tudi judovske elemente, kot je Stara zaveza. V eni pogosto citirani pripombi je Jezusa opisal kot »arijskega borca«, ki se je boril proti »moči in pretenzijam pokvarjenih farizejev« in judovskemu materializmu.Hitler je pokazal naklonjenost tudi protestantizmu in luteranstvu z izjavo: »Po meni bi Evangeličanska protestantska cerkev lahko postala uveljavljena cerkev, kot v Angliji« ter da »veliki reformator Martin Luther ima zasluge za upor proti papežu in katoliški cerkvi«.
Hitlerjev režim si je prizadeval za koordinacijo nemških protestantov v skupni protestantski rajhski cerkvi (vendar se je temu uprla Izpovedna cerkev) in se je zgodaj lotil odprave političnega katolištva. Čeprav je bilo nacistično vodstvo izobčeno iz Katoliške cerkve, je Hitler sprejel sporazum rajha z Vatikanom, a ga je nato rutinsko ignoriral in dovolil preganjanje Katoliške cerkve. Več zgodovinarjev je vztrajalo, da so na Hitlerja in njegov ožji krog vplivale druge vere. V hvalnici, ki ga je poslal prijatelju, ga je Hitler pozval, naj vstopi v Valhallo, vendar je kasneje izjavil, da bi bilo neumno ponovno vzpostaviti čaščenje Odina (ali Wotana) znotraj germanskega poganstva. Hitler je prevzel svastiko, sveti simbol hinduizma, in menil, da bi bil islam združljiv z nemškim ljudstvom. Nekateri zgodovinarji trdijo, da je bil pripravljen odložiti konflikte iz političnih razlogov in da so bili njegovi nameni sčasoma odpraviti krščanstvo v Nemčiji ali ga vsaj reformirati, da bi to ustrezalo nacističnemu pogledu. 